# Dendrochilum kingii
Dendrochilum kingii är en orkidéart som först beskrevs av Joseph Dalton Hooker, och fick sitt nu gällande namn av Johannes Jacobus Smith. Dendrochilum kingii ingår i släktet Dendrochilum och familjen orkidéer.

## Underarter
Arten delas in i följande underarter:
- D. k. kingii
- D. k. tenuichilum